# Rede de Museus de Vila Nova de Famalicão
A Rede de Museus de Vila Nova de Famalicão integra, à luz da Lei -Quadro dos Museus Portugueses, os seguintes Museus e Coleções Visitáveis:

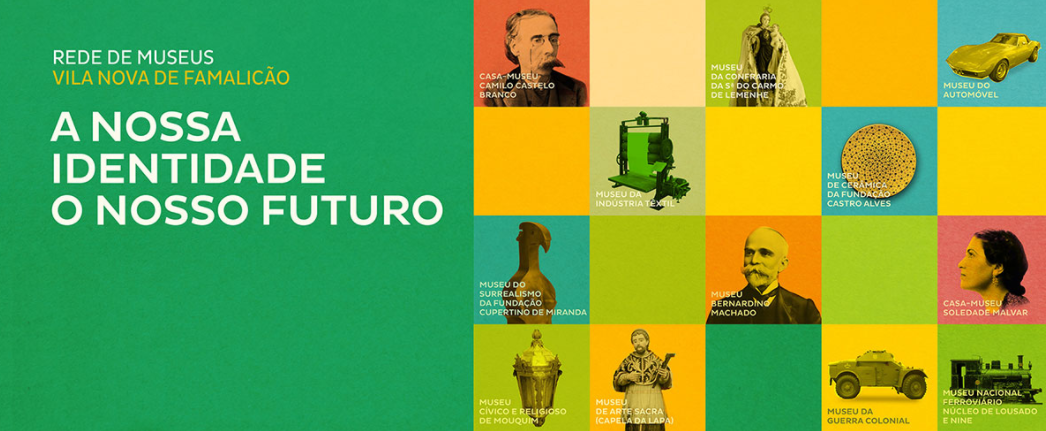
"Os museus são uma ferramenta ao serviço do crescimento e desenvolvimento de uma comunidade."

- Casa de Camilo: Museu. Centro de Estudos
- Museu Bernardino Machado
- Museu da Fundação Cupertino de Miranda - Centro Português do Surrealismo;
- Museu Nacional Ferroviário - Núcleo de Lousado
- Museu da Indústria Têxtil da Bacia do Ave
- Museu de Cerâmica Artística da Fundação Castro Alves
- Museu do Automóvel
- Museu da Guerra Colonial
- Casa-Museu Soledade Malvar
- Museu de Arte Sacra da Capela da Lapa
- Museu da Confraria de Nossa Senhora do Carmo de Lemenhe
- Museu Cívico e Religioso de Mouquim

## História
O Município de Vila Nova de Famalicão tem, desde finais do século XX, uma diversidade de museus que se constituem como recursos culturais e patrimoniais de valor. Estes museus resultaram do dinamismo das políticas culturais municipais e do empreendedorismo da comunidade.
Apesar do valor cultural e patrimonial que representam, sentiu-se necessidade de dar a conhecer este tecido museológico e de rentabilizar as potencialidades, culturais e económicas, de cada um para o território, construindo uma visão de conjunto e potenciando a colaboração dos seus membros.
Perante esta tomada de consciência, foi promovido um plenário, em abril de 2009, onde se deliberou criar uma “Rede Museológica Municipal”. Para criar e organizar essa rede foi nomeado, no mesmo plenário, um grupo de trabalho e definiu-se as comemorações do Dia Internacional dos Museus e da Noite Europeia dos Museus como um projeto conjunto.
Perante os resultados obtidos com o trabalho conjunto desde então, a “Rede Museológica Municipal” foi criada formalmente em 2012 com a assinatura da Declaração de Princípios por todos os membros existentes à data. Esta assinatura marca o compromisso em prosseguir e intensificar a cooperação entre si e estabeleceu os princípios orientadores da Rede:
I – A adesão e desvinculação à Rede Museológica Municipal é livre e voluntária;
II – No momento de adesão, o museu que o faça tem de possuir, no mínimo, um responsável técnico e um espaço de exposição, aberto ao público, em horário conhecido, além do inventário das peças;
III – A adesão à Rede não afeta nem diminui a individualidade, independência e autonomia do museu aderente;
IV – A Rede assenta numa base democrática, em igualdade de direitos e deveres de cada membro, independentemente da sua natureza pública ou privada, ou da sua notoriedade;
V – A adesão pressupõe a cooperação e partilha das responsabilidades com os seus pares.
A Rede Museológica Municipal era, assim, assumida como o suporte e a ferramenta para a melhoria da qualidade de todos os seus membros e como veículo da sua promoção, divulgação e captação de públicos.
De 2012 até à atualidade têm sido encetados esforços nesse sentido, nomeadamente com ações que reforçam a identidade da Rede e com a organização de comemorações conjuntas e de projetos colaborativos.
Destaca-se a criação da identidade gráfica da Rede em 2013 e a colocação da sinalética identitária no território em 2014; a publicação “Rede de Museus de Vila Nova de Famalicão: a nossa identidade, o nosso futuro”, em 2015; os Encontros da Rede desde 2016; a Exposição temporária “Lugares (In)visíveis” em 2017; os Debates “Acesso Cultura”, e parcerias para capacitação desde 2018; parcerias em projetos educativos como o “Projeto Marka…a tua identidade”, desde 2018 e a publicação “Definir a missão…da necessidade ao desafio”, em 2019.
Esta rede assume-se, assim, como uma estrutura de âmbito educativo, social e cultural. As unidades museológicas que a constituem são lugares de memória e lugares de encontro, diálogo e partilha social. São lugares de criação e de parcerias estratégicas para a transformação das pessoas e do território.

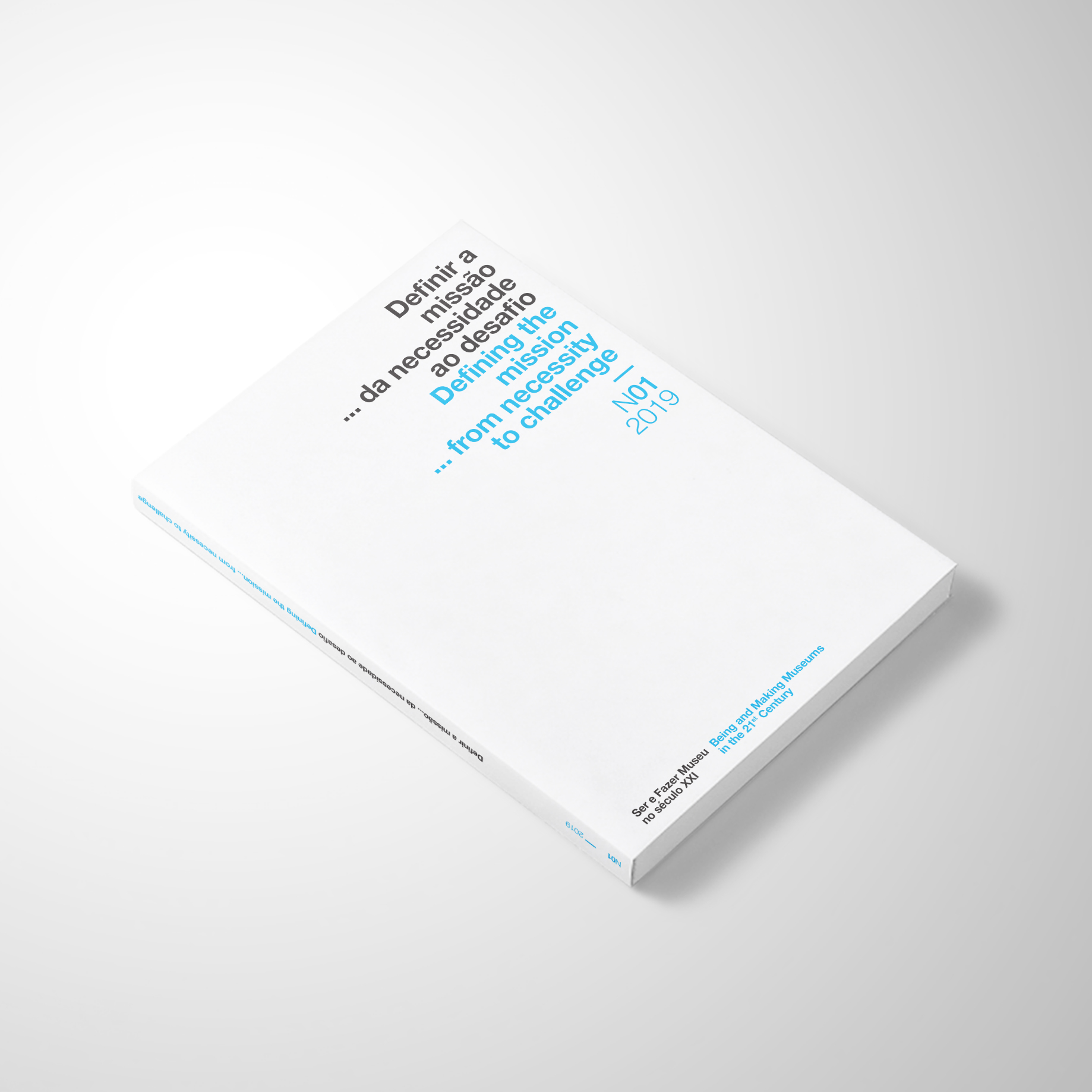
Livro Definir a missão…da necessidade ao desafio @ Município de Vila Nova de Famalicão

## Visão
Ser o alicerce para a atuação dos museus, promovendo ligações e partilhas, e potenciando sinergias entre museu, pessoa e território.

## Missão
Construir uma estrutura de cooperação, comunicação e apoio aos museus, que contribua para a compreensão e para o desenvolvimento sustentado do território.

## Objetivos
Promover a cooperação para utilização integrada e descentralizada de recursos humanos, materiais e financeiros;
Fomentar a adoção e desenvolvimento de padrões de rigor, qualidade e ética no exercício das práticas museológicas;
Potenciar a troca de experiencias e conhecimentos entre profissionais dos museus;
Divulgar os museus e aproximar a respetiva oferta cultural aos diferentes públicos;
Valorizar o diálogo e explorar conexões entre as coleções e o território, respeitando a identidade e a missão de cada museu.

## Imagem Gráfica
No ano de 2013 foi criada a identidade gráfica da RMVNF através do lançamento de um concurso aos alunos do curso de Design da Faculdade de Arquitetura e Artes da Universidade Lusíada. O vencedor, Pedro Guedes, viu o seu projeto dar imagem à Rede.
A criação deste logo pretendia dar a conhecer ao público a forte ligação histórico-cultural da cidade de Vila Nova de Famalicão e na influência dos Museus como lugares privilegiados de conhecimento para o Concelho. A utilização de lettring e uma cornucópia (floral).
Enquanto a cornucópia transmite arte e antiguidade, confere elegância e modernidade, criando assim um estilo tradicional e, ao mesmo tempo, contemporâneo.
O Logo é a junção de um "r" e um "m", criando assim um efeito visual interessante. Foram utilizadas cores nobres: o dourado e o cinza. O dourado revitaliza a mente, as energias e a inspiração, e está associado ao sol, à riqueza e ao poder, mas também aos grandes ideais, à sabedoria e o conhecimento. Por sua vez, a cor cinza está associada ao eterno retorno e à renovação cíclica.

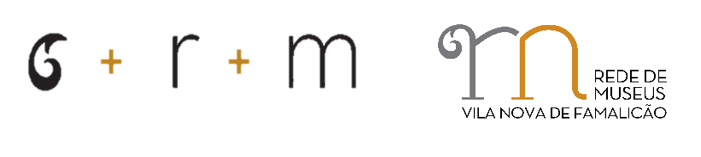
Composição do Logótipo da Rede de Museus

O projeto tem uma identidade elegante, simples e limpa, que reflete a sobriedade e tranquilidade dos museus, aliado a um olhar fresco e interessante. Com este logótipo a Rede de Museus de Vila Nova de Famalicão, afirma-se como uma entidade tradicional e inovadora que interliga a sua comunidade com a cultura, promovendo a projeção do concelho, de forma a cativar gerações futuras.

### Nova Imagem gráfica

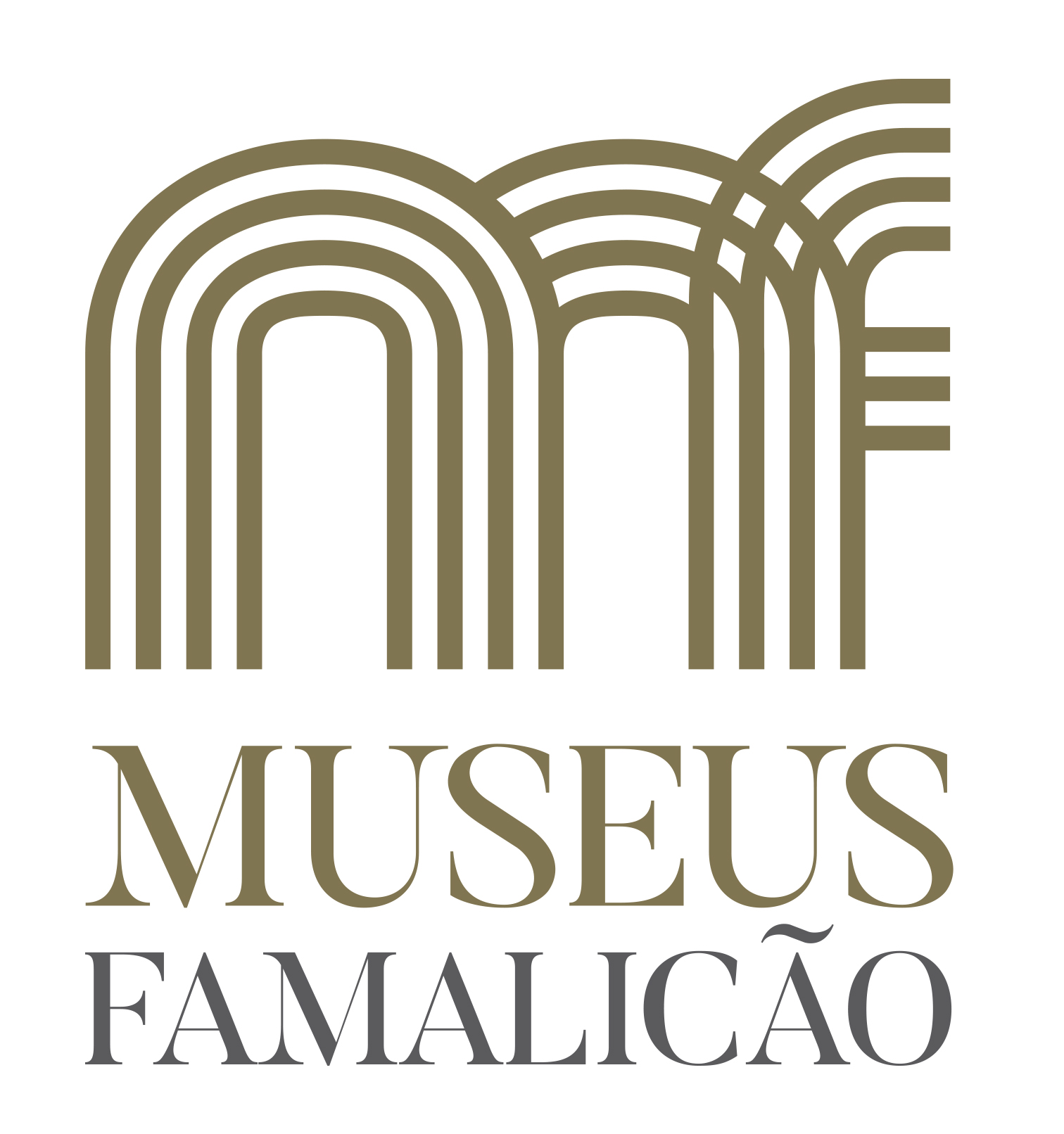
Novo Logótipo da Rede de Museus

No Dia Internacional dos Museus do ano de 2021, o Município de Vila Nova de Famalicão apresenta a nova imagem gráfica da Rede de Museus de Vila Nova de Famalicão.
No Dia Internacional dos Museus do ano de 2021, o Município de Vila Nova de Famalicão apresenta a nova imagem gráfica da Rede de Museus de Vila Nova de Famalicão.
Com um conceito planeado e desenvolvido pelo Gabinete de Comunicação e Imagem do Município de Vila Nova de Famalicão, o novo grafismo sintetiza o trabalho da Rede no conceito Museus de Famalicão, representando “um novo capítulo da sua história, fiel à sua identidade, mas mais contemporâneo e com maior potencial de apropriação emocional”.
O novo logótipo da Rede de Museus divide-se em duas partes: o ilustrativo e o designativo. O ilustrativo desenha linhas que se cruzam entre si formando duas iniciais – o “m” de museus e o “f” de Famalicão – que definem a homogeneização, a interligação e a comunicação em rede entre os diversos museus de Famalicão. No designativo, na palavra Famalicão, utiliza-se uma fonte serifada, com pequenas astes, que de forma subjetiva representa a tradição, a cultura, o respeito, a grandeza e a sofisticação da instituição.
Sobre as cores, o dourado representa a tradição, sabedoria e riqueza do património. Já o cinzento que escreve a palavra Famalicão representa a evolução e a modernidade de uma cidade que está sempre à frente do próprio tempo.

## Ações em Rede

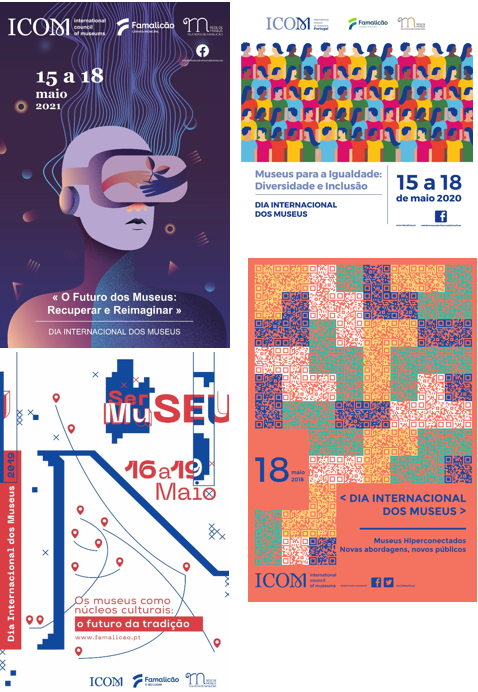
Cartazes de algumas edições do Dia Internacional dos Museus em Vila Nova de Famalicão @Municipio de Vila Nova de Famalicão/ICOM

### Dia Internacional dos Museus
Todos os anos desde 1977, o Conselho Internacional dos Museus (ICOM) organiza o Dia Internacional dos Museus, um momento único para a comunidade internacional de museus.
O objetivo do Dia Internacional dos Museus (DIM) é chamar a atenção para os museus como "um importante meio de intercâmbio cultural, enriquecimento de culturas e desenvolvimento de entendimento mútuo, cooperação e paz entre os povos”. Organizado em 18 de maio de cada ano, os eventos e atividades planeados para comemorar o Dia Internacional dos Museus podem durar um dia, um fim de semana ou uma semana inteira. O DIM foi comemorado pela primeira vez há 40 anos.
Em todo o mundo, cada vez mais museus participam nesta celebração.
Desde o ano de 2009 que o Município de Vila Nova de Famalicão dinamiza, atividades conjuntas com os seus parceiros no âmbito do Dia Internacional do Museu, com os seguintes temas:
- 2009 – Museus e Turismo
- 2010 – Museus e Harmonia Social
- 2011 – Museus E Memórias
- 2012 – Museus num mundo em mudança: novos desafios, novas inspirações
- 2013 – Museus (Memória + Criatividade) = Transformação Social
- 2014 – Museus: as coleções criam conexões
- 2015 – Museus para uma sociedade sustentável
- 2016 – Museus E Paisagens culturais
- 2017 – Museus e Histórias Construtivas: dizer o indizível em Museus
- 2018 – Museus hiperconectados: Novas abordagens, novos públicos
- 2019 – Museus como centros culturais: o futuro da tradição
- 2020 - Museus para a igualdade: Diversidade e Inclusão
- 2021 - O futuro dos museus: recuperar e reimaginar

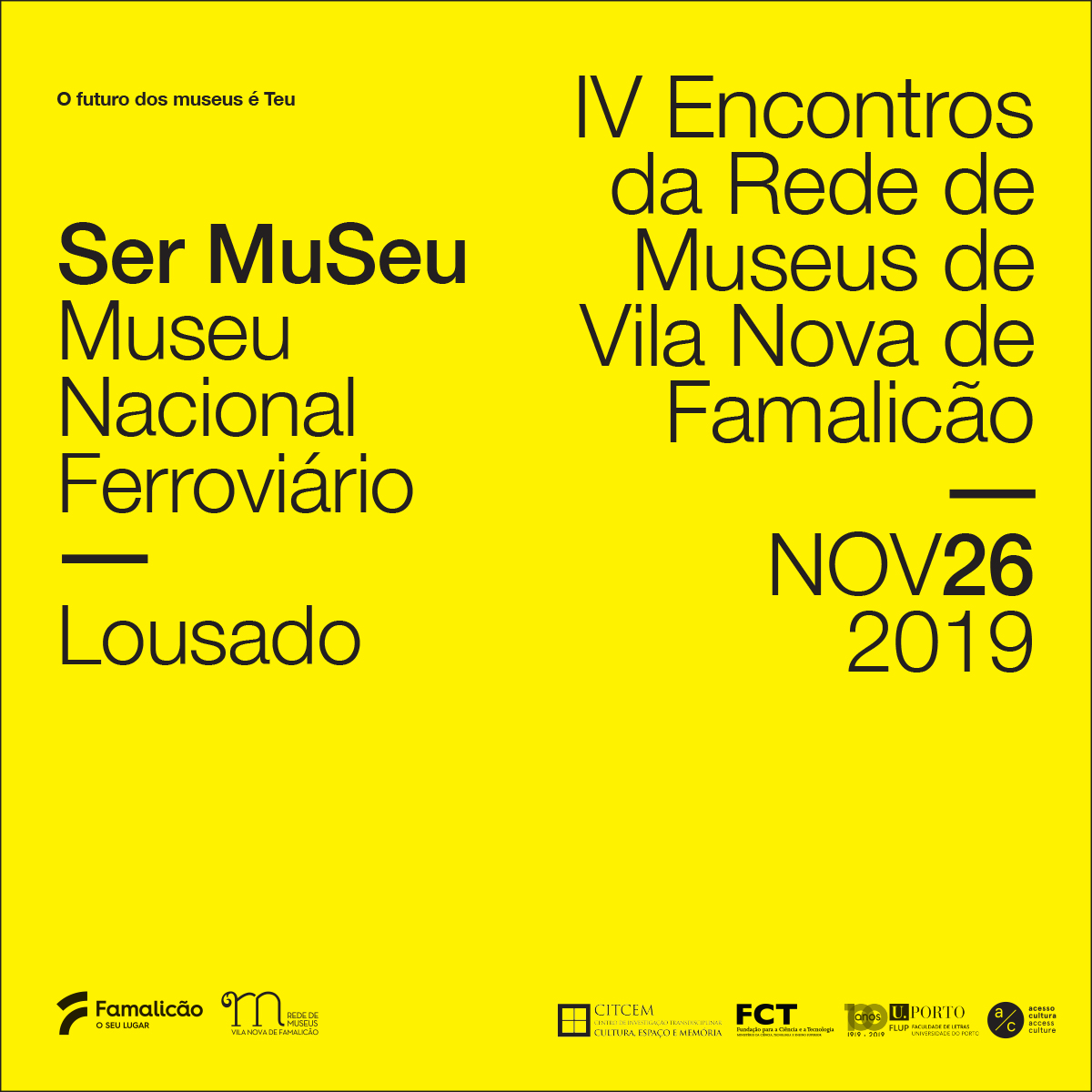
Cartaz dos Encontros da Rede de Museus 2019 @ Município de Vila Nova de Famalicão.

- 2022 - O poder dos museus

### Encontros da Rede de Museus
Os Encontros da Rede de Museus, são realizados desde o ano de 2016. Este encontros constituem-se como espaços de reflexão e de partilha entre as equipas das unidades museológicas que constituem a rede.
2016: Conferência "Trabalhar em equipa: o papel de cada um na promoção da missão da Instituição | Participação cultura: motivações e barreiras.
2017: Jornada de reflexão " Serviços Educativos: pontes de acesso" | "Comunicação acessível: Linguagem clara e design de comunicação"
2018: Laboratório para pensar Museus
2019: Projeto "Ser MuSeu" | Debate " Ser Museu no século XXI"
2020: Não realizado devido à pandemia COVID-19
2021: Juntos fazemos museu: Caminhar para o desenvolvimento sustentável

### Ações de capacitação
Sendo a Rede de Museus consciente que os profissionais dos museus representam o presente e o futuro destes lugares de memória e por isso é prioritário o investimento nos recursos humanos com a aquisição e desenvolvimento de competências adequadas ao desempenho profissional, à atualização de conhecimentos e à valorização pessoal.
Para além dos Encontros da Rede, que tem caráter de capacitação, destacam-se:
- Debates Acesso Cultura: A Acesso Cultura organiza debates abertos aos profissionais do sector cultural e a todas as pessoas interessadas para podermos refletir em conjunto sobre questões ligadas à acessibilidade – física, social e intelectual – que têm um impacto no nosso trabalho e na nossa relação com pessoas com variados perfis e acontecem em 18 cidades, ao mesmo tempo, sendo uma delas, Famalicão.

- Reconhecimento , Validação, Certificação de Competências Profissional (RVCC): Organizado pelo Centro Qualifica de Vila Nova de Famalicão e pela RMVNF, o RVCC Profissional tem como objetivo aumentar os níveis de qualificação dos colaboradores através da valorização das competências adquiridas ao longo da vida nos diversos contextos profissionais, bem como proporcionar uma nova oportunidade de formação para aqueles que não completaram ou abandonaram precocemente a formação nos sistemas de educação formal.

## Ligações Externas
- ICOM Portugal
- Município de Vila Nova de Famalicão
- Famalicão ID